# John Murphy (Priester)

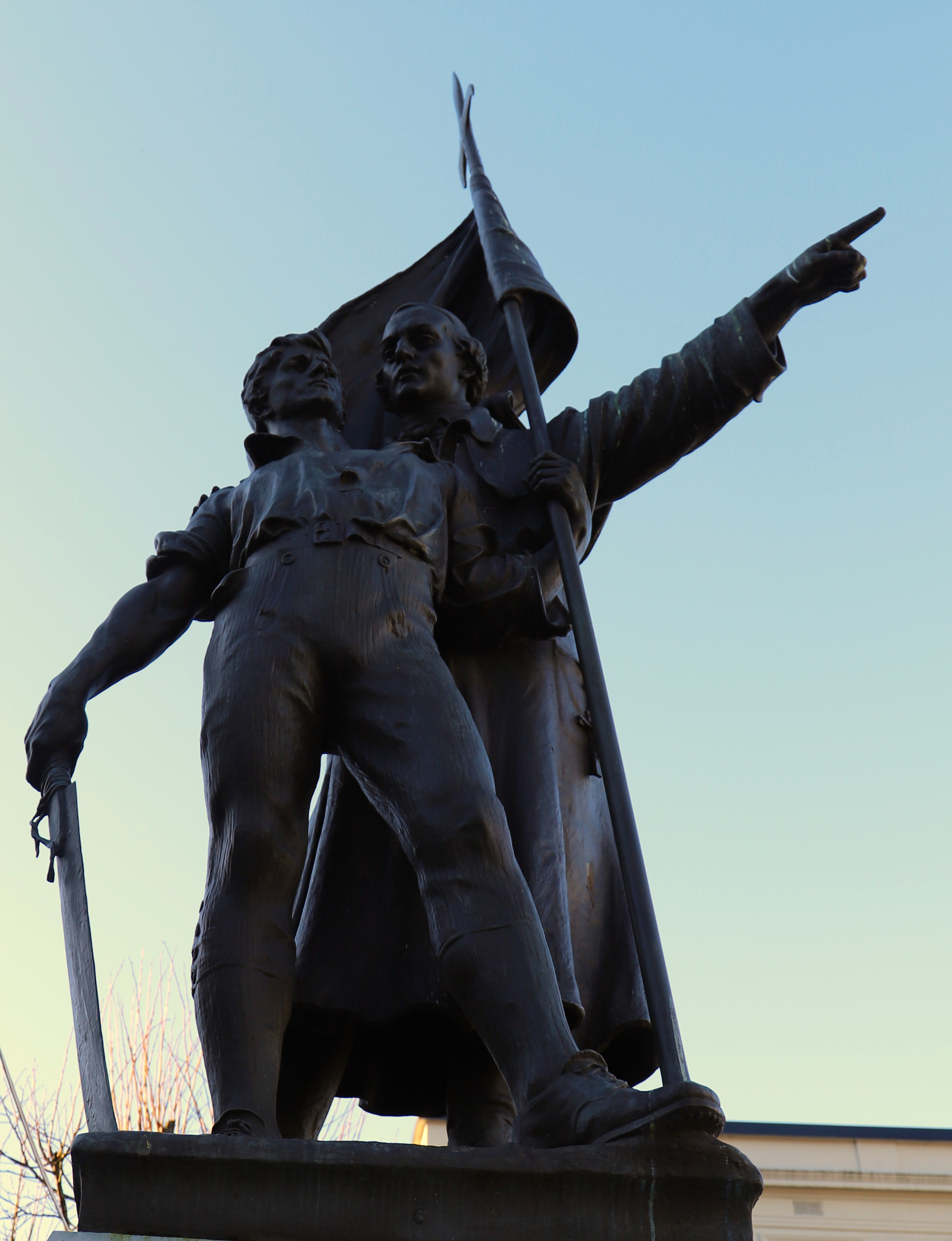
Father Murphy weist einem Rebellen den Weg zum Vinegar Hill (Bronzestatue des irischen Bildhauers Oliver Sheppard, 1907 auf dem Marketplace in Enniscorthy, Co. Wexford, errichtet).

John Murphy (irisch Seán Ó Murchadha; * 1753 in Tincurry, County Wexford, Irland; † 2. Juli 1798 in Tullow, County Carlow, Irland) war ein Priester der römisch-katholischen Kirche, der als einer der Anführer der Irischen Rebellion von 1798 hingerichtet wurde.

## Leben als Priester
John Murphy wurde 1753 in Tincurry (irisch Tigh an Churraigh), einem Townland der Gemeinde Ballycarney, nördlich von Enniscorthy, als eines von fünf Kindern einer Pachtbauernfamilie geboren. Seine erste Schulausbildung erhielt er in einer sogenannten Heckenschule, einer irischen Dorfschule, in der nur heimlich Unterricht gegeben werden konnte, weil katholische Schulen zu dieser Zeit in Irland noch verboten waren. Zusätzlich unterrichtete ihn der örtliche Gemeindepfarrer Dr. Andrew Cassin, der großen Einfluss auf ihn hatte. Er wuchs mit der irischen und englischen Sprache auf und lernte später Spanisch, Latein und Griechisch. Dass er Priester werden wollte, stand für Murphy bereits in jungen Jahren fest. Sein älterer Bruder James hatte bereits zuvor das Studium begonnen, es jedoch aus gesundheitlichen Gründen abgebrochen. Zu dieser Zeit erhielten Studenten bereits die Priesterweihe, bevor sie das Priesterseminar auf einer der Universitäten auf dem Kontinent besuchten, weil dies wegen der Penal Laws, der britischen Strafgesetze gegen die katholische Oberschicht und Kirche, verboten war. Murphy erhielt seine Priesterweihe 1779 von Bischof Nicholas Sweetman in der Diözese Ferns (County Wexford) und besuchte ab 1780 die Dominikaner-Universität in Sevilla in Spanien. Nach dem Theologiestudium kam er 1785 zurück nach Irland und trat sein Amt als Kaplan des Gemeindepfarrers von Boolavogue, Pater Patrick Cogley, an. Murphy wohnte zu dieser Zeit bei Pachtbauern und reiste auf einem Pferd durch seine Gemeinde. Als Kirche stand nur eine rietgedeckte Kapelle zur Verfügung, da den Katholiken auch offizielle Kirchengebäude untersagt waren.

## Im Vorfeld der Rebellion 1798
Bischof Nicholas Sweetman war ein glühender Nationalist und hatte bereits wegen Waffenschmuggels im Gefängnis von Dublin eingesessen. Als 1786 James Caulfield sein Nachfolger in der Diözese Ferns wurde, traf die katholische Gemeinde auf einen Mann, der völlig gegensätzliche politische Ansichten vertrat. Seiner Meinung nach war die Loyalität zu König Georg III. von England und zu dessen Regierung die Pflicht eines jeden Katholiken. Demzufolge galt er in Wexford als regierungstreu, ja sogar als Kollaborateur der Briten.
Murphy unterstützte zwar die irischen Freiheitsbestrebungen, war aber davon überzeugt, dass Reformen auf friedlichem Wege zustande kommen müssten. So war er auch zunächst gegen die Rebellion, weil er ihr nur geringe Erfolgsaussichten zutraute und er unnötige Verluste an Menschenleben fürchtete. Noch in der Woche vor dem Aufstand in Wexford befolgte er umgehend die Anweisung des Bischofs an alle Gemeindemitglieder, ihre Waffen niederzulegen und abzugeben. Darüber hinaus legte er auf Aufforderung des örtlichen Großgrundbesitzers Lord Mountnorris mit 757 seiner Gemeindemitglieder einen schriftlichen Treueeid auf die Britische Krone ab, mit dem sie schworen, nicht Mitglied der United Irishmen zu sein.
Gerade in Wexford hatte die Society of United Irishmen großen Rückhalt, was allerdings auch zu entsprechender Unruhe auf Seiten der Briten führte. Über die regulären Armeeeinheiten hinaus installierten sie zusätzliche Milizen, die sich vor allem aus Yeomen rekrutierten, irischen Freibauern und Pächtern. Als diese Yeoman-Milizen auch in Wexford in Erscheinung traten, änderte sich nach und nach das Meinungsbild von Murphy. Mit dem Auftrag, Rebellen aufzuspüren, brannten die Yeomen Kirchen und Gehöfte nieder und demütigten die Bevölkerung. Berichte von ähnlichen Vorfällen in anderen Teilen Irlands festigten Murphys Sinneswandel. Angesichts der so empfundenen Ungerechtigkeiten wuchs in Murphy die Überzeugung, dass die Rebellion die einzige Option des Widerstandes darstellte. Als die den United Irishmen nahestehenden Einwohner der Umgebung von Boolavogue einen Anführer suchten, nahm er ihre Wahl zunächst nur widerwillig an. Nachdem die Entscheidung jedoch gefällt war, ging er ganz in seiner neuen Aufgabe auf.

## Anführer der Rebellion 1798
Als einer der Anführer der Rebellion von 1798 nahm Murphy an dem Gefecht in der Ortschaft The Harrow (26. Mai 1798) teil, das als Auslöser des Aufstandes in Wexford gilt. Anschließend war er an der Schlacht von Oulart Hill (27. Mai 1798), der Eroberung von Enniscorthy (29. Mai 1798), dem Gefecht von Three Rocks Hill und der Eroberung von Wexford Town (31. Mai 1798), dem Gefecht von Tubberneering und der Eroberung von Gorey (4. Juni 1798) beteiligt. In der Entscheidungsschlacht auf dem Vinegar Hill (21. Juni 1798), die die endgültige Niederlage der Rebellen in Wexford besiegelte, konnte Murphy im letzten Moment mit seiner Truppe durch eine Lücke in den feindlichen Linien entkommen. Murphy versuchte zwar noch, den Aufstand auf den County Kilkenny auszuweiten und eroberte mit seiner Armee tatsächlich die Stadt Castlecomer (24. Juni 1798). Der erwartete Zuspruch in der Bevölkerung blieb jedoch aus. Murphy gab daraufhin den Befehl zur Rückkehr nach Wexford. Nach einer weiteren Niederlage in der Schlacht von Kilcumney Hill im County Carlow (26. Juni 1798) wurden Murphy und sein Leibwächter James Gallagher auf dem weiteren Rückweg im dichten Nebel von der Hauptgruppe der Überlebenden getrennt. Murphy entschied sich dafür, bei einem Freund in Tullow, County Carlow, Schutz zu suchen. In einem gastfreundlichen Haus in der Nähe der Blackstairs Mountains zelebrierte er seine letzte Messe. Am 2. Juli soll es noch ein heimliches Treffen Murphys mit Bischof Delaney der Diözese Kildare und Leighlin in Tullow gegeben haben, dafür gibt es jedoch keinen historischen Nachweis. Belegt ist dagegen, dass er im Haus seiner Bekannten entdeckt und verraten wurde, so dass er und James Gallagher an diesem Tag von einigen Yeomen aufgebracht und verhaftet wurde. Sie wurden nach Tullow ins Hauptquartier von General Duff gebracht und noch am selben Tag vor ein Militärtribunal gestellt, das sie unter der Anklage des Verrats an der Britischen Krone zum Tode verurteilte. Als man Murphy durchsuchte, fand man eine Stola, einen Hostienkelch und ein Fläschchen mit heiligem Öl für Sterbesakramente. Man wusste also, dass er Priester war. Die Identität der beiden Delinquenten blieb jedoch bis zuletzt im Verborgenen. Murphy und sein Gefährte wurden zunächst gefoltert, um weitere Informationen aus ihnen herauszubekommen. Murphy wurde auf dem Marktplatz von Tullow entblößt, ausgepeitscht, gehängt und anschließend geköpft. Während sein Kopf an einem Brückengeländer aufgespießt wurde, verbrannte man seinen Körper in einem Teerfass.

## In Dichtung und Wahrheit
Nicht zuletzt in der zum einhundertsten Jahrestag des Aufstandes 1898 von P. J. McCall verfassten Ballade Boolavogue, der inoffiziellen Hymne des County Wexford, wird Pater Murphy als Anführer der Rebellion in Wexford musikalisch verklärt. Murphy war weder der Oberkommandeur beim Aufstand insgesamt noch in der letzten Schlacht von Vinegar Hill. Er war als Kommandeur der Rebellen aus Boolavogue lediglich einer von mehreren am Aufstand beteiligten Anführern.
Er dürfte jedoch eine charismatische Ausstrahlung gehabt haben, seine Zeitgenossen beschrieben ihn als hervorragenden Sportler und Reiter, als etwas zu klein, aber kräftig und gut gebaut. Zudem soll er bei etlichen Gelegenheiten ein außerordentliches militärisches Geschick bewiesen haben, so zum Beispiel in der Schlacht von Oulart Hill, wo er seine Männer anhielt, ihre Hüte mit Hilfe von Stangen und Piken über die Deckung zu heben, um das feindliche Gewehrfeuer auf sich zu lenken. Während die feindlichen Soldaten anschließend mit Nachladen beschäftigt waren, konnten sie überwältigt werden. Darüber hinaus wird Pater Murphy die Taktik zugeschrieben, bei der Belagerung einer Stadt eine durchgehende Rinderherde vor sich her zu treiben, die den Gegner in Panik und Verwirrung versetzen sollte, und um in deren Deckung in die Stadt einzudringen. Historisch belegt ist das jedoch ebenfalls nicht.
Trotzdem bleibt festzuhalten, dass Murphy zu den wenigen Anführern bei diesem Aufstand gehörte, die zumindest teilweise militärische Erfolge vorzuweisen hatten, während ansonsten das große Manko der Rebellen aus ihren schlecht ausgebildeten und ausgerüsteten Kommandeuren und Kämpfern bestand. Der fünf Wochen andauernde Aufstand war eine der blutigsten Begebenheiten in der irischen Geschichte: insgesamt starben in dieser kurzen Zeit 30.000 Menschen. Die britischen Truppen erbeuteten 79.630 Piken und 48.109 Gewehre, was ebenfalls einen Anhaltspunkt zum Umfang des Aufstandes geben kann.
Pater Murphys sterbliche Überreste wurden auf dem alten katholischen Friedhof von Ferns, County Wexford begraben.